# Obras de arte dañadas o destruidas durante los atentados del 11 de septiembre de 2001
Durante los atentados del 11 de septiembre de 2001 se perdieron obras de arte por un valor de 110 millones de dólares. De estos, 100 millones correspondían a colecciones privadas y los 10 millones restantes a arte público. En octubre de 2001, un portavoz de la aseguradora AXA Art describió los ataques como «el desastre más grande que haya afectado a la industria [del arte]».
La autoridad portuaria poseía aproximadamente cien obras de arte en el World Trade Center, además de los siete trabajos públicos que fueron expresamente creados para el complejo de edificios, los cuales resultaron destruidos o seriamente dañados. Solo las oficinas de la firma estadounidense de servicios financieros Cantor Fitzgerald albergaban trescientas esculturas de Rodin. Además, la mayoría de las obras de arte no estaban aseguradas por su valor total.

## Arte público

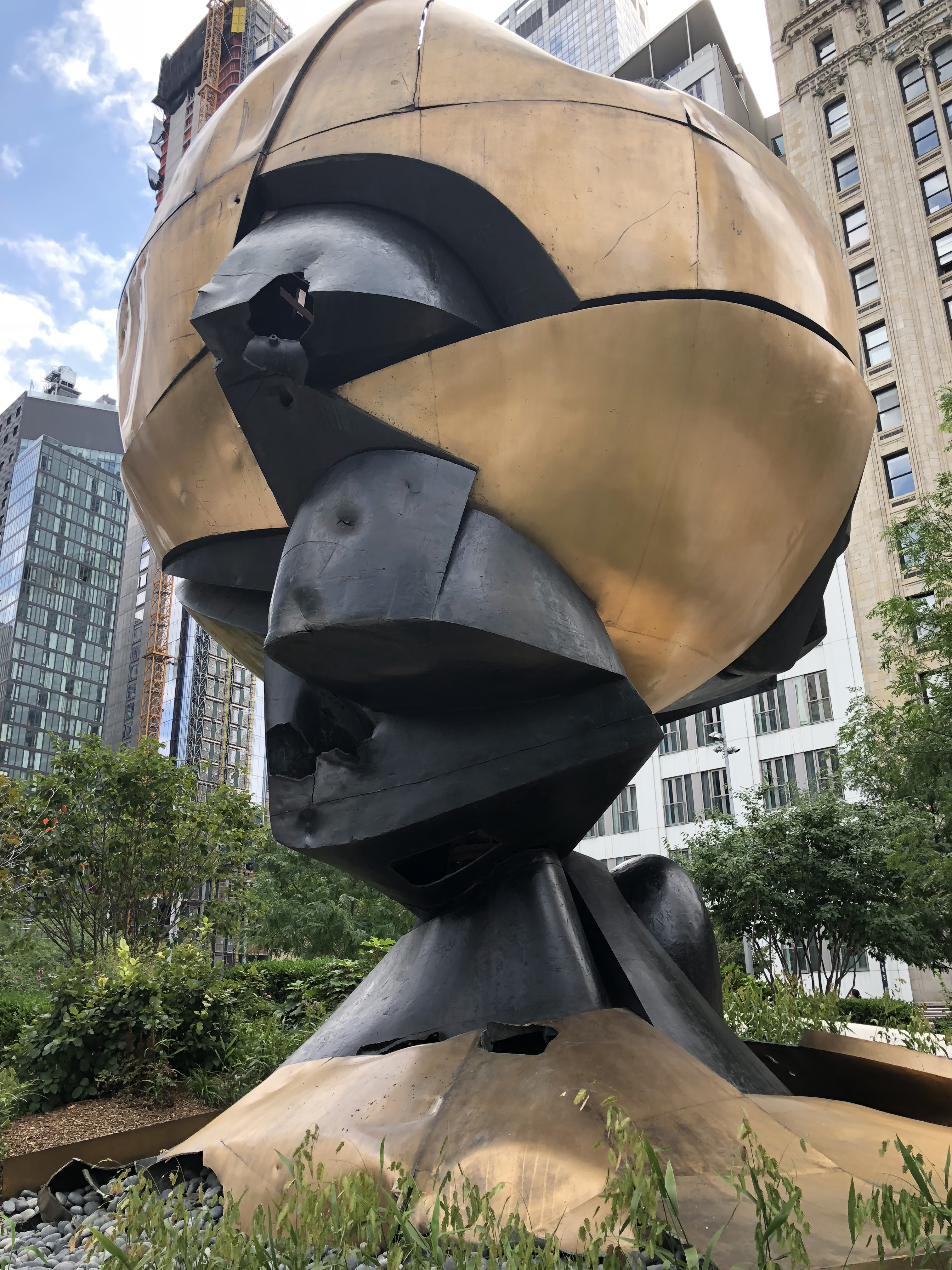
La Esfera, por Fritz Koenig

Se estima que 10 millones de dólares en arte público se perdieron debido al colapso del World Trade Center. Al momento de los ataques, en el complejo se encontraban siete trabajos públicos que constituían piezas únicas:
- Fortaleza de la Nube,[4] por Masayuki Nagare.
- La Esfera, por Fritz Koenig.
- Ideograma, por James Rosati.
- Hélice doblada, por Alexander Calder.
- Gran Tapiz del World Trade Center, por Joan Miró y Josep Royo.
- Puerta del cielo, Nueva York,[5] por Louise Nevelson.
- Una fuente de Elyn Zimmerman en recuerdo del atentado de 1993.

Ideograma, Gran Tapiz del World Trade Center y Puerta del cielo, Nueva York nunca fueron recuperados de entre los escombros y se presume fueron destruidos durante los atentados. Por su parte, Fortaleza de la Nube sobrevivió a los ataques y al colapso de los edificios, si bien resultó seriamente dañada, siendo demolida días después en las subsecuentes labores de rescate. Hélice doblada fue parcialmente recuperada de entre los escombros, mientras que solo un pequeño fragmento de la fuente de Zimmerman pudo ser rescatado. Respecto a La Esfera, esta resultó dañada durante el atentado, aunque fue restaurada y es exhibida actualmente a modo de memorial.
Sumado a las siete obras de arte público, la autoridad portuaria poseía aproximadamente cien piezas en el interior del complejo, entre las que destacan:
- Estanque de recogimiento, tapiz obra de Romare Bearden.
- Path Mural, por Germaine Keller.
- Commuter Landscape, mural obra de Cynthia Mailman (destruido en el atentado de 1993).
- Fan Dancing with the Birds, mural obra de Hunt Slonem.[6]

## Colecciones de arte privadas
El World Trade Center albergaba más de 430 inquilinos en el momento de los ataques. En adición a la decoración que contenía cada oficina, algunas firmas poseían grandes colecciones de arte corporativo. Tres compañías albergaban colecciones importantes en el World Trade Center: Fred Alger, Cantor Fitzgerald y Bank of America. Además, otras empresas custodiaban obras de arte en otras localizaciones del complejo.
Citigroup, Silvester Properties, Marriot Hotel, Fred Alger y Nomura Securities poseían entre sus colecciones obras de Picasso, Roy Lichtenstein y David Hockney las cuales se perdieron en los ataques. También resultaron destruidas fotografías y cartas originales de Helen Keller así como algunas primeras ediciones de sus libros. Del mismo modo, desapareció una gran parte del archivo del Teatro de Broadway en el que se custodiaban 35 000 instantáneas referentes a momentos históricos del teatro americano, perdiéndose igualmente cerca de 40 000 negativos de fotografías de Jacques Lowe guardados en una caja fuerte los cuales documentaban la presidencia de John F. Kennedy.
Sumado a lo anterior, en el subsuelo del World Trade Center se hallaban los restos provenientes de un cementerio indio de finales del siglo XVIII así como archivos sobre excavaciones arqueológicas cerca del vecindario de Scorsese, en Five Points.

### Cantor Fitzgerald
Además de ser la compañía que más vidas perdió en el ataque, Cantor Fitzgerald fue también la que más obras de arte perdió a consecuencia de los atentados. Sus oficinas, ubicadas en la planta 105 de la Torre Norte, poseían una galería en la cual se conservaban cerca de 300 esculturas de Rodin así como dibujos del artista. Algunos de los trabajos del escultor fueron recuperados a aproximadamente 400 metros de la zona cero, incluyendo un busto de Los burgueses de Calais, dos de las tres figuras de Las tres sombras, y un molde de El pensador, el cual desapareció posteriormente tras ser probablemente robado.

### Citigroup
La colección de Citigroup, cuya oficina figuraba entre la lista de arrendatarios del 7 World Trade Center, contenía 1113 obras de arte las cuales se perdieron durante los atentados según Suzanne F. W. Lemakis, curadora de arte de Citigroup al momento de los ataques.
El 75% de la colección de Citigroup en el World Trade Center consistía en impresiones, muchas de las cuales fueron producidas en masa y eran, por tanto, fácilmente reemplazables. También se perdió mobiliario antiguo inglés y americano así como porcelanas asiáticas. De acuerdo con Lemakis, la pintura más valiosa de la colección de Citigroup era un mural anónimo de gran formato el cual mostraba Wall Street.

### Fred Alger
Ubicada en la Torre Norte, esta firma perdió una colección de instantáneas de fotógrafos como Cindy Sherman e Hiroshi Sugimoto.

### Bank of America
La oficina de Bank of America perdió alrededor de 100 trabajos de artistas contemporáneos.

### J.P. Morgan Chase
En el momento de los ataques, la firma poseía únicamente cinco litografías en su oficina en el World Trade Center, conservando la mayor parte de su colección, compuesta por cerca de 17 000 obras de arte, en sus oficinas situadas a dos bloques del complejo.

## Estudios de arte en el World Trade Center
El Lower Manhattan Cultural Council tenía sus oficinas en el 5 World Trade Center y dos estudios en las plantas 91 y 92 de la Torre Norte. La organización tenía así mismo un programa de residencia el cual daba alojamiento a 15 artistas procedentes de cualquier parte del mundo y que se suponía duraría de mayo a noviembre de 2001. Los 15 artistas trabajaban a su vez en los estudios situados en la Torre Norte, perdiéndose la totalidad de sus obras (400) en los ataques y el subsecuente derrumbe de los edificios. Al menos uno de ellos, el escultor jamaicano-estadounidense Michael Richards, murió en el atentado. Richards había pasado la noche anterior en la Torre Norte trabajando en una escultura sin terminar consistente en un memorial dedicado a los aviadores de Tuskegee que mostraba a un piloto montado sobre un meteorito en llamas. Del mismo modo, la organización perdió todos los archivos que almacenaba en sus oficinas del 5 World Trade Center.

## Colecciones de arte del gobierno
Veinticuatro obras de las colecciones de arte del Ejército, la Armada, la Fuerza Aérea y el Cuerpo de Marines de los Estados Unidos resultaron destruidas en el ataque al Pentágono.
Algunos trabajos conservados en la biblioteca del edificio resultaron igualmente dañados, si bien la mayoría pudieron ser restaurados.